# NGC 7147
NGC 7147 é uma galáxia espiral barrada (SB0-a) localizada na direcção da constelação de Pegasus. Possui uma declinação de +03° 04' 20" e uma ascensão recta de 21 horas, 51 minutos e 58,3 segundos.
A galáxia NGC 7147 foi descoberta em 11 de Agosto de 1863 por Albert Marth.